# マイク・トーマス・ブラウン

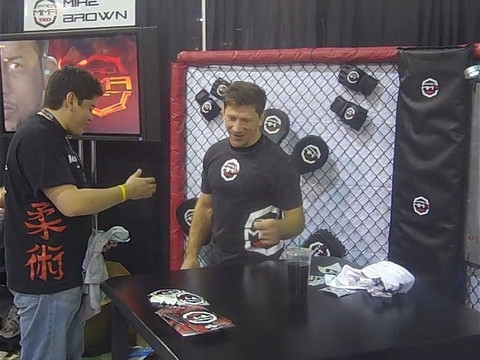
UFCファンエキスポでのブラウン

マイク・トーマス・ブラウン（Mike Thomas Brown、1975年9月8日 - ）は、アメリカ合衆国の男性総合格闘技トレーナー、元総合格闘家。メイン州ポートランド出身。アメリカン・トップチーム所属。元WEC世界フェザー級王者。マイク・ブラウンとも表記される。

## 来歴
1992年、ボニー・イーグル高校3年時にレスリングのメイン州大会で優勝。2000年、ノーウィッチ大学卒業。
2001年11月17日、HOOKnSHOOTの修斗公式戦でエルメス・フランカと対戦し、三角絞めで一本負け。
2003年12月6日、AFCフェザー級タイトルマッチでレイ・レメディオスと対戦し、3-0の判定勝ちを収め王座獲得に成功した。
2004年4月2日、UFC初参戦となったUFC 47で須藤元気と対戦し、腕ひしぎ三角固めで一本負け。
2005年5月、アメリカン・トップチームに移籍。
2005年6月11日、初参戦となったD.O.Gで中原太陽と対戦し、変形肩固めで一本勝ち。
2005年10月28日、DEEP 21 IMPACTのフェザー級（-65kg）トーナメント1回戦で山崎剛と対戦し、3-0の判定勝ち。12月2日、DEEP 22 IMPACTで行われたトーナメント準決勝で今成正和と対戦し、アンクルホールドで一本負け。

### WEC
2008年6月1日、WEC初参戦となったWEC 34でジェフ・カランと対戦し、3-0の判定勝ち。
2008年11月5日、WEC 36でユライア・フェイバーの持つWEC世界フェザー級王座に挑戦し、カウンターの右フックでダウンを奪いパウンドでTKO勝ちを収め王座獲得に成功した。ノックアウト・オブ・ザ・ナイトを受賞した。
2009年3月1日、WEC 39でレオナルド・ガルシアと対戦し、右クロスカウンターをヒットさせてダウンを奪い、最後は肩固めで一本勝ちを収め初防衛に成功した。サブミッション・オブ・ザ・ナイトを受賞した。
2009年6月7日、WEC 41でユライア・フェイバーと再戦し、3-0の判定勝ちを収め2度目の防衛に成功した。ファイト・オブ・ザ・ナイトを受賞した。
2009年11月18日、WEC 44でジョゼ・アルドとの防衛戦に臨み、2ラウンドにバックマウントポジションからのパウンドでTKO負けを喫し王座陥落した。
2010年4月24日、WEC 48でマニー・ガンブリャンと対戦し、右フックでダウンを奪われたところにパウンドで追撃されKO負け。9月30日、WEC 51でコール・プロヴァンスにTKO勝ちを収めた。

### UFC復帰
2011年1月1日、WEC統合により4年8か月ぶりのUFC参戦となったUFC 125でディエゴ・ヌネスと対戦し、1-2の判定負けを喫した。
2011年1月22日、UFC: Fight for the Troops 2でハニ・ヤヒーラと対戦し、0-3の判定負け。当初ヤヒーラと対戦予定であったジョン・チャンソンの欠場を受けて約20日のインターバルで出場するもUFC2連敗となった。
2012年9月20日、アメリカン・トップチームのアシスタントコーチに就任した。
2014年4月15日、首の負傷を理由に引退を表明した。
2018年にWorld MMA Awardsのコーチ・オブ・ザ・イヤーを受賞した。

## 戦績
| 総合格闘技 戦績 | 総合格闘技 戦績 | 総合格闘技 戦績 | 総合格闘技 戦績 | 総合格闘技 戦績 | 総合格闘技 戦績 | 総合格闘技 戦績 |
| --------------- | --------------- | --------------- | --------------- | --------------- | --------------- | --------------- |
| 35 試合         | (T)KO           | 一本            | 判定            | その他          | 引き分け        | 無効試合        |
| 26 勝           | 5               | 13              | 8               | 0               | 0               | 0               |
| 9 敗            | 3               | 4               | 2               | 0               | 0               | 0               |

| 勝敗 | 対戦相手                 | 試合結果                         | 大会名                                                             | 開催年月日     |
| ×    | スティーブン・サイラー   | 1R 0:50 KO（右フック→パウンド）  | UFC Fight Night: Shogun vs. Sonnen                                 | 2013年8月17日  |
| ○    | ダニエル・ピネダ         | 5分3R終了 判定3-0                | UFC 146: dos Santos vs. Mir                                        | 2012年5月26日  |
| ○    | ナム・ファン             | 5分3R終了 判定3-0                | UFC 133: Evans vs. Ortiz                                           | 2011年8月6日   |
| ×    | ハニ・ヤヒーラ           | 5分3R終了 判定0-3                | UFC: Fight for the Troops 2                                        | 2011年1月22日  |
| ×    | ディエゴ・ヌネス         | 5分3R終了 判定1-2                | UFC 125: Resolution                                                | 2011年1月1日   |
| ○    | コール・プロヴァンス     | 1R 1:18 TKO（パウンド）          | WEC 51: Aldo vs. Gamburyan                                         | 2010年9月30日  |
| ×    | マニー・ガンブリャン     | 1R 2:22 KO（右フック→パウンド）  | WEC 48: Aldo vs. Faber                                             | 2010年4月24日  |
| ○    | アンソニー・モリソン     | 1R 1:54 チョークスリーパー       | WEC 46: Varner vs. Henderson                                       | 2010年1月10日  |
| ×    | ジョゼ・アルド           | 2R 1:20 TKO（パウンド）          | WEC 44: Brown vs. Aldo 【WEC世界フェザー級タイトルマッチ】         | 2009年11月18日 |
| ○    | ユライア・フェイバー     | 5分5R終了 判定3-0                | WEC 41: Brown vs. Faber 2 【WEC世界フェザー級タイトルマッチ】      | 2009年6月7日   |
| ○    | レオナルド・ガルシア     | 1R 1:57 肩固め                   | WEC 39: Brown vs. Garcia 【WEC世界フェザー級タイトルマッチ】       | 2009年3月1日   |
| ○    | ユライア・フェイバー     | 1R 2:23 TKO（右フック→パウンド） | WEC 36: Faber vs. Brown 【WEC世界フェザー級タイトルマッチ】        | 2008年11月5日  |
| ○    | ジェフ・カラン           | 5分3R終了 判定3-0                | WEC 34: Faber vs. Pulver                                           | 2008年6月1日   |
| ○    | マニー・リーズ・ジュニア | 1R 1:46 チョークスリーパー       | Premier X-treme Fighting                                           | 2007年12月8日  |
| ○    | エベン・オロズ           | 1R 3:15 TKO（パンチ連打）        | HOOKnSHOOT: BodogFight Women's Tournament                          | 2007年11月24日 |
| ○    | イーブス・エドワーズ     | 5分3R終了 判定3-0                | BodogFight: Clash of the Nations                                   | 2006年12月16日 |
| ○    | ジェイソン・ブライアント | 1R 1:26 TKO（パンチ連打）        | Absolute Fighting Championships 19                                 | 2006年10月21日 |
| ○    | ロッキー・ロング         | 2R 1:32 チョークスリーパー       | Kick Enterprises                                                   | 2006年9月9日   |
| ○    | ダスティン・ニース       | 1R 0:50 フロントチョーク         | Absolute Fighting Championships 18                                 | 2006年8月26日  |
| ×    | 今成正和                 | 2R 3:38 アンクルホールド         | DEEP 22 IMPACT 【フェザー級トーナメント 準決勝】                   | 2005年12月2日  |
| ○    | 山崎剛                   | 5分3R終了 判定3-0                | DEEP 21 IMPACT 【フェザー級トーナメント 1回戦】                    | 2005年10月28日 |
| ○    | 中原太陽                 | 2R 2:23 変形肩固め               | D.O.G II                                                           | 2005年6月11日  |
| ○    | レナート・タバレス       | 5分3R終了 判定3-0                | Absolute Fighting Championships 10 【AFCフェザー級タイトルマッチ】 | 2004年10月30日 |
| ×    | ジョー・ローゾン         | 3R 2:14 チョークスリーパー       | Combat Zone 8: Street Justice 【USKBA全米ウェルター級王座決定戦】  | 2004年10月2日  |
| ×    | 須藤元気                 | 1R 3:31 腕ひしぎ三角固め         | UFC 47: It's On                                                    | 2004年4月2日   |
| ○    | レイ・レメディオス       | 5分3R終了 判定3-0                | Absolute Fighting Championships 6 【AFCフェザー級タイトルマッチ】  | 2003年12月6日  |
| ○    | レナート・ミザベコフ     | 1R 2:38 ヒールホールド           | Hardcore Fighting Championships 2                                  | 2003年10月18日 |
| ○    | マーク・ホーミニック     | 3R 4:27 ヒールホールド           | Tournament Fighting Championships 8: Hell Raiser                   | 2003年6月6日   |
| ○    | ショーン・グラハム       | 2R 1:05 TKO（パンチ連打）        | Hardcore Fighting Championships 1                                  | 2003年5月24日  |
| ○    | マイク・ラージ           | 1R 1:12 チョークスリーパー       | Tournament Fighting Championships 7: Fightzone 7                   | 2003年2月28日  |
| ○    | ビル・マホーニー         | 3R 3:06 チョークスリーパー       | Mass Destruction 10                                                | 2003年1月25日  |
| ○    | エドワード・オドキーナ   | 1R 1:19 チョークスリーパー       | USMMA 1: Ring of Fury                                              | 2002年5月18日  |
| ×    | エルメス・フランカ       | 1R 2:21 三角絞め                 | HOOKnSHOOT: Kings 1                                                | 2001年11月17日 |
| ○    | ヴィニー・ブライトマン   | 1R 3:30 チョークスリーパー       | Mass Destruction 3                                                 | 2001年8月4日   |
| ○    | ジェフ・ダリエンゾ       | 1R 2:15 V1アームロック           | Mass Destruction 1                                                 | 2001年4月14日  |

## 獲得タイトル
- AFCフェザー級王座（2003年）
- 第3代WEC世界フェザー級王座（2008年）

## 表彰
- WEC ファイト・オブ・ザ・ナイト（1回）
- WEC ノックアウト・オブ・ザ・ナイト（1回）
- WEC サブミッション・オブ・ザ・ナイト（1回）
- World MMA Awards コーチ・オブ・ザ・イヤー（2018年）